# Plestiodon inexpectatus
Plestiodon inexpectatus е вид влечуго от семейство Сцинкови (Scincidae).

## Разпространение
Видът е разпространен в САЩ.